# کوپیشکیس
کوپیشکیس (به لاتین: Kupiškis) در لیتوانی با جمعیت ۷٬۸۹۲ نفر است که در Kupiškis district municipality واقع شده‌است.